# Эриксон, Стив
Стив Эриксон (англ. Steve Erickson; род. 20 апреля 1950) — американский писатель, журналист и литературный критик. Окончил Калифорнийский университет в Лос-Анджелесе. Автор ряда романов («Амнезиаскоп», «Явилось в полночь море», «Дни между станциями»), многие из которых относят к жанру магического реализма. В романах Эриксона нередко разрабатываются темы постапокалиптического мира, встречаются сюрреалистические и сверхъестественные мотивы.